# Hexamitocera
Hexamitocera is een geslacht van insecten uit de familie van de drekvliegen (Scathophagidae), die tot de orde tweevleugeligen (Diptera) behoort.

## Soort
- H. loxocerata (Fallen, 1826)